# روبرتو دياز كوريا فيلهو
روبرتو دياز كوريا فيلهو هو لاعب كرة قدم برازيلي في مركز الدفاع، ولد في 8 أغسطس 1988 في ساو باولو في البرازيل يلعب في نادي الجبيل السعودي. لعب مع نادي باسوش دي فيريرا ونادي بوتافغو لكرة القدم ونادي فلامنغو ونادي الخلود.

## وصلات خارجية
- روبرتو دياز كوريا فيلهو على موقع قاعدة بيانات كرة القدم.إي يو (الإنجليزية)
- روبرتو دياز كوريا فيلهو على موقع Soccerway.com (الإنجليزية)